# Ladies European Tour Access Series 2012
De Ladies European Tour Access Series 2012 was het derde golfseizoen van de Ladies European Tour Access Series (LETAS). Het seizoen begon met het Terre Blanche Ladies Open in maart 2012 en eindigde met de Banesto Tour Valencia in november 2012. Er stonden dertien toernooien op de kalender.

## Kalender
| Data  | Data  | Toernooi                      | Stad        | Winnares              | Score | Score | Info                                     |
| ----- | ----- | ----------------------------- | ----------- | --------------------- | ----- | ----- | ---------------------------------------- |
| 14-03 | 16-03 | Terre Blanche Ladies Open     | Nice        | Marion Ricordeau      | 211   | –8    |                                          |
| 12-04 | 14-04 | Dinard Ladies Open            | Rennes      | Carly Booth po        | 206   | –1    |                                          |
| 19-04 | 21-04 | Banesto Tour Zaragoza         | Zaragoza    | Marjet van der Graaff | 211   | –5    | Nieuw toernooi                           |
| 10-05 | 12-05 | Kristianstad Åhus Ladies Open | Åhus        | Cecilie Lundgreen     | 222   | +6    | Nieuw toernooi                           |
| 16-05 | 18-05 | Ljungbyhed Park Ladies Open   | Ljungbyhed  | Pamela Pretswell      | 212   | –1    | Nieuw toernooi                           |
| 22-05 | 24-05 | GolfStream Ladies Open        | Kiev        | Anastasia Kostina     | 215   | –1    | Nieuw toernooi                           |
| 04-06 | 06-06 | Ladies Norwegian Challenge    | Oslo        | Marianne Skarpnord    | 212   | –4    | Nieuw toernooi                           |
| 09-08 | 11-08 | Women's Bank Open             | Helsinki    | Cecilie Nordgreen     | 206   | –7    | Nieuw toernooi                           |
| 16-08 | 18-08 | Samsø Ladies Open             | Samsø       | Antonella Cvitan po   | 213   | –3    | Nieuw toernooi                           |
| 13-09 | 15-09 | Fourqueux Ladies Open         | Parijs      | Caroline Afonso       | 212   | –4    | Nieuw toernooi                           |
| 05-10 | 07-10 | Azores Ladies Open            | São Miguel  | Anna Rossi            | 147   | +3    |                                          |
| 28-10 | 30-10 | Crete Ladies Open             | Hersonissos | Christine Wolf po     | 67    | –4    | Nieuw toernooi; 18-holes (winderig weer) |
| 08-11 | 10-11 | Banesto Tour Valencia         | Valencia    | Holly Clyburn po      | 213   | –3    | Nieuw toernooi                           |

De Order of Merit werd gewonnen door Pamela Pretswell.